# Galeodes kermanensis
Galeodes kermanensis är en spindeldjursart som beskrevs av J. Birula 1905. Galeodes kermanensis ingår i släktet Galeodes och familjen Galeodidae. Inga underarter finns listade i Catalogue of Life.